# Sarsaparil
Sarsaparil (Smilax) er en slægt med ca. 35 arter, som er udbredt i tropiske og subtropiske egne over hele kloden. Enkelte arter når op til tempereret klima, bl.a. de af dem, som hører hjemme i Europa.  Det er klatrende, stedsegrønne buske eller halvbuske med en kraftig, knoldagtig jordstængel. Stænglerne er slyngede, ofte meget lange, kraftigt forgrenede og næsten altid tornede. Bladene er spredtstillede, stilkede, hel og hjerte- eller spydformede. Blomsterne er samlet i hovedagtige stande fra bladhjørnerne. De enkelte blomster er 3-tallige og regelmæssige, men særbo. Frugterne er bær med 1-3 frø.
| Beskrevne arter |

- Orientalsk sarsaparil Smilax aspera
- Kinasarsaparil Smilax china
- Kantet sarsaparil Smilax glauca
- Lægesarsaparil Smilax officinalis
- Rundbladet sarsaparil Smilax rotundifolia

| Andre arter |

- Smilax aristolochiifolia
- Smilax aspericaulis
- Smilax auriculata
- Smilax biflora
- Smilax bona-nox
- Smilax corbularia
- Smilax discotis
- Smilax domingensis
- Smilax excelsa
- Smilax febrifuga
- Smilax ferox
- Smilax glabra
- Smilax herbacea
- Smilax japicanga
- Smilax kraussiana
- Smilax laurifolia
- Smilax nipponica
- Smilax ornata
- Smilax papyracea
- Smilax pseudochina
- Smilax pumila
- Smilax regelii
- Smilax rigida
- Smilax riparia
- Smilax sandwicensis
- Smilax sieboldii
- Smilax tamnoides
- Smilax vaginata
- Smilax walteri
- Smilax wightii